# Пламен Капитански
Пламен Капитански е съвременен български художник със собствен многообразен стил, автор на повече от 4 хил. творби.

## Биография и творчество
Пламен Капитански е роден на 18 април 1964 г. в гр. София, България. През 1983 г. завършва Художествената гимназия в София, а през 1991 г. завършва Художествената академия, София, със специалност стенопис.
Негови картини са притежание на Националната художествена галерия, редица частни колекции във Великобритания, Австрия, Германия, Холандия, Франция, Чехия, Канада, САЩ, България и др.
Автор е на фреската на Св. Георги в едноименния храм в с. Златолист до Мелник.
Три от неговите икони се намират в църквата „Св. Троица“, Кръстова гора. Нарисуваният от него портрет на крал Ричард Лъвското сърце е част от постоянната колекция на двореца и крепостта „Тауър“.